# Полет 1420 на „Американ Еърлайнс“
Полет 1420 на „Американ Еърлайнс“ е полет от международното летище Далас Форт Уърт до националното летище „Литъл Рок“ в Съединените американски щати. На 1 юни 1999 г. „Макдонъл Дъглас MD-82“, който лети по маршрута, излиза от пистата при кацане в Литъл Рок и се разбива в структура, изградена да поддържа светлините за подход. Екипажът не взема предвид издадените метеорологични предупреждения за силни гръмотевични бури в района и решава да ускори подхода, вместо да се отклони към определеното алтернативно летище и по този начин допуска серия от фатални грешки. 9 от 145-те души на борда са незабавно убити, сред които и капитанът на самолета. Още двама пътници умират в болницата през следващите седмици.
Националният съвет за безопасност на транспорта определя, че вероятните причини за инцидента са неспособността на екипажа да прекрати подхода, когато силни гръмотевични бури и свързаните с тях опасности се преместват в зоната на летището, и неспособността на екипажа да гарантира, че спойлерите са разгънати след кацане. За катастрофата допринасят влошената работа на екипажа в резултат на умора и ситуационния стрес, продължаване на подхода за кацане, когато максималният страничен компонент на вятъра е превишен и използване на обратна тяга, по-голяма от 1,3 съотношение на налягането на двигателя след кацане.
Въпреки серията от дела, в които капитан Ричард Бушман е обвиняем, съдебните заседатели напълно го оневиняват, но НСБТ не променя решението си за вероятната причина; освен това „Американ Еърлайнс“ признава отговорност за катастрофата и плащат милиони долари на пътниците и техните семейства. В близост до летището се провежда възпоменателна церемония от 2004 г. Жана Варнел, която оцелява в инцидента присъства на церемонията, но е цитирана във вестникарска статия да като казва, че категорично се противопоставя на отбелязването на паметта на капитан Бушман.